# I liga argentyńska w piłce nożnej (1907)
Mistrzem Argentyny w roku 1907 został klub Alumni AC, a wicemistrzem Argentyny klub CA Estudiantes.
Z dalszej gry po rozegraniu 7 meczów i wycofaniu się z trzech meczów zrezygnował klub Barracas Athletic Buenos Aires, który został rozwiązany. W jego miejsce w następnym sezonie grać miał klub Nacional Buenos Aires.
Klub Quilmes Athletic Buenos Aires nie rozegrał swoich ostatnich dwóch meczów, gdyż wycofał się z mistrzostw tuż przed ich zakończeniem.

## Primera División

### Mecze chronologocznie
Klub Barracas Athletic Buenos Aires wycofał się 9 lipca 1907 roku z mistrzostw, a mecze z jego udziałem zweryfikowano na walkower dla rywali. Tuż przed końcem rozgrywek, 27 października 1907 roku, wycofał się klub Quilmes Athletic Buenos Aires. Pozostałe do rozegrania mecze uznano za walkower dla rywali.
| Data                 | Mecz |
| -------------------- | --- |
| 21 kwietnia 1907     | San Martín Athletic Buenos Aires – San Isidro Buenos Aires 0:4 Lucio Burgos, J. Harding (3) |
| 28 kwietnia 1907     | CA Estudiantes – San Isidro Buenos Aires 3:0 Carlos Alberto Videla, Maximiliano Susan, William A. Taylor |
| 28 kwietnia 1907     | San Martín Athletic Buenos Aires – Porteño Buenos Aires 2:2 F. R. Bell, E. O. Jacobs – Bernardo Loitegui (2) |
| 5 maja 1907          | Alumni AC – Argentino de CA Argentino de Quilmes 5:1 Alfredo Brown (2), Eliseo Brown (3) – Carlos Arcuri mecz rozegrany został na stadionie klubu Sportiva Argentina Buenos Aires |
| 5 maja 1907          | Reformer Campana – Lomas Athletic Buenos Aires walkower dla Reformer Campana klub Lomas Athletic Buenos Aires wycofał się |
| 5 maja 1907          | San Isidro Buenos Aires – Porteño Buenos Aires 3:3 Lucio Burgos, A. F. González, J. Harding – Bernardo Loitegui (2), Felipe Debenedetti |
| 9 maja 1907          | Barracas Athletic Buenos Aires – San Martín Athletic Buenos Aires 9:1 George Morgan (5), W. H. Coe, A. L. L. Morgan, V. Paolucci, J. Cabrío s – R. H. Brookhouse mecz rozegrany został na stadionie klubu Ferro Carril Oeste |
| 9 maja 1907          | Reformer Campana – Porteño Buenos Aires 5:3 E. R. Hood (2), Harry Cunningham (3) – L. Méndez, Héctor Viboud k, Felipe Debenedetti |
| 9 maja 1907          | San Isidro Buenos Aires – Quilmes Athletic Buenos Aires 1:3 R. S. Malbrán – Spencer U. Leonard (2), J. A. Stanfield g |
| 12 maja 1907         | Argentino de CA Argentino de Quilmes – Reformer Campana 4:2 Carlos Arcuri, J. C. Frutos, Facundo Coyar (2) – A. Ellison, L. Mássola |
| 12 maja 1907         | CA Estudiantes – Quilmes Athletic Buenos Aires 6:1 Carlos Alberto Videla (3), T. Dwyer (3) – Percy Hooton |
| 12 maja 1907         | Barracas Athletic Buenos Aires – San Isidro Buenos Aires 0:3 J. A. Goodfellow, Lucio Burgos, J. Harding mecz rozegrany został na stadionie klubu Ferro Carril Oeste |
| 12 maja 1907         | Belgrano AC – San Martín Athletic Buenos Aires 8:1 Arturo H. Forrester (5), H. M. Grant, J. Pena, Wilfred Stocks – R. H. Brookhouse |
| 12 maja 1907         | Lomas Athletic Buenos Aires – Alumni AC 0:4 Ernesto Brown, Eliseo Brown (3) |
| 19 maja 1907         | Barracas Athletic Buenos Aires – Lomas Athletic Buenos Aires 3:2 V. Paolucci, W. H. Coe, George Morgan – Roberto A. Cotman, Rodolfo C. Weiss mecz rozegrany został na stadionie klubu Ferro Carril Oeste |
| 19 maja 1907         | Belgrano AC – Argentino de CA Argentino de Quilmes 5:0 Junius J. Ruggeroni (2), J. Pena (2), Arturo H. Forrester |
| 19 maja 1907         | Porteño Buenos Aires – CA Estudiantes 0:4 T. Dwyer, Carlos Alberto Videla, Tristán González, Colin Campbell |
| 19 maja 1907         | Reformer Campana – Alumni AC 0:4 Alfredo Brown (3), Ernesto Brown |
| 19 maja 1907         | San Martín Athletic Buenos Aires – Quilmes Athletic Buenos Aires 0:4 D. Middleton (2), W. J. Simmons s, J. L. Henderson |
| 25 maja 1907         | Alumni AC – San Martín Athletic Buenos Aires 7:0 Alfredo Brown, Juan A. Brown (4), Eliseo Brown, Juan Moore mecz rozegrany został na stadionie klubu San Martín Athletic Buenos Aires |
| 25 maja 1907         | Argentino de CA Argentino de Quilmes – Quilmes Athletic Buenos Aires 2:2 J. Escobar, J. M. García – Manuel A. Castellanos s, Spencer U. Leonard |
| 25 maja 1907         | Porteño Buenos Aires – Belgrano AC 0:0 |
| 25 maja 1907         | Reformer Campana – Barracas Athletic Buenos Aires 4:3 E. R. Hood, Harry Cunningham (2, 1k), L. Mássola – A. Cordero, Eddie Potter, A. L. L. Morgan |
| 25 maja 1907         | San Isidro Buenos Aires – CA Estudiantes 3:2 A. F. González, J. A. Goodfellow, W. J. Jones – Carlos Alberto Videla, T. Dwyer |
| 26 maja 1907         | CA Estudiantes – Reformer Campana 5:3 A. O. Ginocchio, William Taylor, T. Dwyer, Carlos Alberto Videla, Colin Campbell – P. H. Compton (2), L. Mac Farlane |
| 30 maja 1907         | Alumni AC – Quilmes Athletic Buenos Aires 2:0 Ernesto Brown, Eliseo Brown mecz rozegrany został na stadionie klubu Sportiva Argentina Buenos Aires |
| 30 maja 1907         | Argentino de CA Argentino de Quilmes – Barracas Athletic Buenos Aires 2:1 Facundo Coyar, J. C. Méndez – A. Rovegno |
| 30 maja 1907         | CA Estudiantes – San Martín Athletic Buenos Aires walkower dla Estudiantes klub San Martín Athletic Buenos Aires wycofał się |
| 30 maja 1907         | Reformer Campana – Belgrano AC 1:2 Harry Cunningham – Arturo H. Forrester, C. H. Whaley |
| 2 czerwca 1907       | CA Estudiantes – Belgrano AC 1:1 T. Dwyer – C. H. Whaley k |
| 2 czerwca 1907       | Barracas Athletic Buenos Aires – Alumni AC 0:5 Juan A. Brown (2), G. R. Ross, Eliseo Brown, Gottlob Weiss mecz rozegrany został na stadionie klubu Ferro Carril Oeste |
| 2 czerwca 1907       | Porteño Buenos Aires – Quilmes Athletic Buenos Aires 4:1 Héctor Viboud k, A. Roth (2), D. Campbell s – J. L. Henderson |
| 2 czerwca 1907       | San Martín Athletic Buenos Aires – Reformer Campana 6:0 W. J. Clydesdale (2), A. Sampayo (2), M. De Ambrosio, E. H. Grimsditch |
| 9 czerwca 1907       | CA Estudiantes – Alumni AC 2:2 José Susan, Emilio Hansen – Gottlob E. Weiss, G. R. Ross |
| 9 czerwca 1907       | Barracas Athletic Buenos Aires – Quilmes Athletic Buenos Aires 1:4 Federico Kummer – Specer U. Leonard (2, 1k), A. E. Wells (2) mecz rozegrany został na stadionie klubu Ferro Carril Oeste |
| 9 czerwca 1907       | Lomas Athletic Buenos Aires – Belgrano AC 0:2 Wilfred Stocks, J. Pena mecz anulowano |
| 9 czerwca 1907       | Porteño Buenos Aires – Argentino de CA Argentino de Quilmes 2:1 L. Méndez, Ángel Levanti s – Victorino F. Paulsen |
| 9 czerwca 1907       | Reformer Campana – San Isidro Buenos Aires 1:4 E. R. Hood – J. Harding (2), R. S. Malbrán, J. O. Gil |
| 23 czerwca 1907      | Argentino de CA Argentino de Quilmes – San Isidro Buenos Aires 2:2 Carlos Arcuri, Manuel A. Castellanos – A. F. González, J. O. Gil |
| 23 czerwca 1907      | Lomas Athletic Buenos Aires – Reformer Campana 1:4 H. S. E. Wood – L. Mássola (4) |
| 23 czerwca 1907      | Porteño Buenos Aires – Alumni AC 0:2 Juan D. Brown, Ernesto Brown |
| 24 czerwca 1907      | Belgrano AC – CA Estudiantes 1:4 J. Pena – Maximiliano Susan (2), Rolando Lennie, Tristán González |
| 24 czerwca 1907      | Lomas Athletic Buenos Aires – San Martín Athletic Buenos Aires 2:1 C. E. Edwards, H. H. Jones – A. Sampayo |
| 29 czerwca 1907      | CA Estudiantes – Argentino de CA Argentino de Quilmes 4:1 William A. Taylor (2), José Susan, Carlos Alberto Videla – Victorino F. Paulsen |
| 29 czerwca 1907      | Belgrano AC – Barracas Athletic Buenos Aires walkower dla Belgrano AC klub Barracas Athletic Buenos Aires wycofał się |
| 29 czerwca 1907      | Lomas Athletic Buenos Aires – Quilmes Athletic Buenos Aires 0:5 D. Middleton (2), Spencer U. Leonard (3) |
| 29 czerwca 1907      | San Isidro Buenos Aires – San Martín Athletic Buenos Aires 6:0 J. O. Gil (3), Juan A. Rossi, R. S. Malbrán (2, 1k) |
| 30 czerwca 1907      | Alumni AC – Lomas Athletic Buenos Aires 5:0 Eliseo Brown (4), Juan A. Brown mecz rozegrany został na stadionie klubu Sportiva Argentina Buenos Aires |
| 30 czerwca 1907      | Belgrano AC – Reformer Campana 3:0 Arturo H. Forrester, J. Pena, C. H. Whaley |
| 30 czerwca 1907      | Porteño Buenos Aires – Barracas Athletic Buenos Aires walkower dla Porteño Buenos Aires klub Barracas Athletic Buenos Aires wycofał się |
| 30 czerwca 1907      | Quilmes Athletic Buenos Aires – San Martín Athletic Buenos Aires 7:1 Spencer U. Leonard (4), H. J. Henmann, J. Pearson (2) – E. H. Grimsdicht |
| 7 lipca 1907         | Alumni AC – Belgrano AC 4:0 Arnoldo P. Watson Hutton, Alfredo Brown (3) mecz rozegrany został na stadionie klubu Sportiva Argentina Buenos Aires |
| 7 lipca 1907         | Lomas Athletic Buenos Aires – Porteño Buenos Aires 2:2 E. J. Corfield, G. E. Evans – Bernardo Loitegui, A. Roth |
| 9 lipca 1907         | Lomas Athletic Buenos Aires – Barracas Athletic Buenos Aires walkower dla Lomas Athletic Buenos Aires klub Barracas Athletic Buenos Aires wycofał się |
| 9 lipca 1907         | Quilmes Athletic Buenos Aires – Argentino de CA Argentino de Quilmes 3:0 Percy Hooton (2, 1k), Spencer U. Leonard |
| 9 lipca 1907         | San Isidro Buenos Aires – Alumni AC 1:2 J. O. Gil – Eliseo Brown (2, 1k) |
| 9 lipca 1907         | San Martín Athletic Buenos Aires – Belgrano AC 1:5 E. H. Grimsditch – C. H. Whaley (3), S. C. G. Khilberg (2) |
| 14 lipca 1907        | Alumni AC – Reformer Campana 7:0 Eliseo Brown (4), Ernesto Brown, J. Henry Lawrie (2) mecz rozegrany został na stadionie klubu Sportiva Argentina Buenos Aires |
| 14 lipca 1907        | Argentino de CA Argentino de Quilmes – San Martín Athletic Buenos Aires 2:2 J. Escobar, J. M. García – Enrique G. Paulsen s, L. Finlay |
| 14 lipca 1907        | Belgrano AC – Quilmes Athletic Buenos Aires 1:3 R. L. M. Coulthurst s – H. J. Henmann, J. A. Stanfield g, A. E. Wells |
| 14 lipca 1907        | Lomas Athletic Buenos Aires – San Isidro Buenos Aires 2:1 R. H. E. Schofield, R. C. Weiss – R. S. Malbrán |
| 21 lipca 1907        | Argentino de CA Argentino de Quilmes – CA Estudiantes 0:3 Tristán González (2), William A. Taylor mecz rozegrany został na stadionie klubu Estudiantes |
| 4 sierpnia 1907      | Belgrano AC – Alumni AC 0:0 |
| 4 sierpnia 1907      | Porteño Buenos Aires – San Martín Athletic Buenos Aires 2:3 Héctor Viboud k, Bernardo Loitegui – G. R. Schultz (2), E. Rostchild |
| 4 sierpnia 1907      | Reformer Campana – Argentino de CA Argentino de Quilmes 4:0 E. Marquehouse (2), E. R. Hood, Harry Cunningham |
| 4 sierpnia 1907      | San Isidro Buenos Aires – Lomas Athletic Buenos Aires 4:1 J. Harding, W. J. Jones, J. O. Gil, Luis M. Vernet Amadeo – R. H. E. Schofield |
| 11 sierpnia 1907     | Lomas Athletic Buenos Aires – CA Estudiantes 2:2 R. C. Weiss, V. Weiss – Tristán González, Rolando Lennie |
| 11 sierpnia 1907     | Quilmes Athletic Buenos Aires – Porteño Buenos Aires 2:2 Spencer U. Leonard, J. L. Henderson – J. J. Rithner, R. Pertino |
| 11 sierpnia 1907     | Reformer Campana – San Martín Athletic Buenos Aires 3:0 L. Mássola, E. Marquehouse, L. Mac Farlane |
| 18 sierpnia 1907     | Quilmes Athletic Buenos Aires – San Isidro Buenos Aires 3:1 Spencer U. Leonard, A. E. Wells, W. Baenninger – R. S. Malbrán |
| 25 sierpnia 1907     | Alumni AC – CA Estudiantes 3:2 A. O. Jacobs, Alfredo Brown (2) – Patricio Mac Carthy, William A. Taylor mecz rozegrany został na stadionie klubu Ferro Carril Oeste |
| 25 sierpnia 1907     | Argentino de CA Argentino de Quilmes – Porteño Buenos Aires 1:5 Enrique G. Poulsen k – M. Barbich, Bernardo Loitegui, Felipe Debenedetti, A. Roth (2) |
| 25 sierpnia 1907     | Reformer Campana – Quilmes Athletic Buenos Aires 2:0 L. Mac Farlane, Harry Cunningham |
| 25 sierpnia 1907     | San Martín Athletic Buenos Aires – Lomas Athletic Buenos Aires 3:2 |
| 30 sierpnia 1907     | CA Estudiantes – Porteño Buenos Aires 6:2 J. Caminelli (2), Tristán González, J. F. Carrigy s, Carlos Alberto Videla, William A. Taylor – Bernardo Loitegui, L. Méndez |
| 30 sierpnia 1907     | Belgrano AC – San Isidro Buenos Aires 0:1 F. Sewards |
| 30 sierpnia 1907     | Quilmes Athletic Buenos Aires – Lomas Athletic Buenos Aires 4:1 D. Campbell, J. L. Henderson, J. A. Stanfield g, Ricardo S. Muir – R. H. E. Schofield mecz przerwany w 70 minucie |
| 30 sierpnia 1907     | San Martín Athletic Buenos Aires – Alumni AC 1:4 R. H. Brookhouse – Alfredo Brown (2), Arnoldo P. Watson Hutton, Carlos Lett |
| 1 września 1907      | Porteño Buenos Aires – Lomas Athletic Buenos Aires 5:0 A. Roth (2), Bernardo Loitegui (3) |
| 8 września 1907      | CA Estudiantes – Lomas Athletic Buenos Aires 1:1 Maximiliano Susan – V. Hardie |
| 8 września 1907      | San Isidro Buenos Aires – Reformer Campana 4:3 Lucio Burgos (2), R. S. Malbrán k, F. Sewards – E. R. Hood (2), Harry Cunningham |
| 15 września 1907     | Argentino de CA Argentino de Quilmes – Alumni AC 1:5 J. Escobar – Eliseo Brown (2), Arnoldo Watson Hutton (2), Jorge Brown mecz przerwany w 70 minucie |
| 15 września 1907     | Porteño Buenos Aires – Reformer Campana 4:1 R. Pertino, R. Gibbs s, Domingo Bacigaluppi, Bernardo Loitegui – L. Mássola |
| 22 września 1907     | Alumni AC – San Isidro Buenos Aires 5:0(4:0) mecz rozegrany został na stadionie klubu Ferro Carril Oeste Sędzia: W. J. Williams. Bramki: 1:0 J. A. Brown 21, 2:0 Eliseo Brown 26, 3:0 Alfredo Brown 27, 4:0 J. A. Brown 31, 5:0 J. A. Brown 72 Alumni AC: T. Duncan – Juan Domingo Brown, Jorge Gibson Brown, Guillermo R. Ross, Carlos A. Lett, Ernesto Alejandro Brown, Gottlob Eduardo Weiss, Alfredo Carrow Brown, Juan A. Brown, Eliseo Brown, J. Henry Lawrie. San Isidro Athletic Club: Carlos T. Wilson – J. S. Valle, Santiago Pío Gallino, J. A. Goodfellow, H. O. Goodfellow, Luis M. Vernet Amadeo, Lucio Burgos, W. J. Jones, Juan Olegario Gil, Juan S. Rossi, Ricardo S. Malbrán. |
| 22 września 1907     | Belgrano AC – Porteño Buenos Aires 0:2 Héctor Viboud, A. Roth |
| 22 września 1907     | Quilmes Athletic Buenos Aires – Reformer Campana walkower dla Quilmes Athletic klub Reformer Campana wycofał się |
| 22 września 1907     | San Martín Athletic Buenos Aires – CA Estudiantes 2:3 E. H. Grimsditch, E. Rostchild – Tristán González, Emilio Hansen |
| 29 września 1907     | Reformer Campana – CA Estudiantes 3:3 L. Mac Farlane, L. Mássola, Harry Cunningham – José Susan, J. J. Patterson s, M. Rinaldini |
| 29 września 1907     | San Isidro Buenos Aires – Argentino de CA Argentino de Quilmes 0:0 |
| 6 października 1907  | San Martín Athletic Buenos Aires – Argentino de CA Argentino de Quilmes walkower dla Argentino de Quilmes |
| 13 października 1907 | Argentino de CA Argentino de Quilmes – Lomas Athletic Buenos Aires 3:0 J. C. Méndez (2), Enrique G. Paulsen k |
| 20 października 1907 | Porteño Buenos Aires – San Isidro Buenos Aires 1:5 Bernardo Loitegui – J. Harding (2, 1k), J. O. Gil, R. S. Malbrán (2) |
| 20 października 1907 | Quilmes Athletic Buenos Aires – Alumni AC 2:7 W. Baenninger (2) – Alfredo Brown (4), Eliseo Brown (2), Arnoldo P. Watson Hutton mecz rozegrany został na stadionie klubu Ferro Carril Oeste |
| 27 października 1907 | Alumni AC – Porteño Buenos Aires 3:3 A. O. Jacobs, Gottlob E. Weiss, Alfredo Brown – Bernardo Loitegui, Domingo Bacigaluppi, A. Roth mecz rozegrany został na stadionie klubu Ferro Carril Oeste |
| 28 października 1907 | Lomas Athletic Buenos Aires – Argentino de CA Argentino de Quilmes 5:3 H. Weiss (3), E. J. Corfield, C. E. Edwards – Victorino F. Paulsen (3, 1k) mecz rozegrany został na stadionie klubu Banfield |
| 1 listopada 1907     | Belgrano AC – Lomas Athletic Buenos Aires walkower dla Belgrano AC klub Lomas Athletic Buenos Aires wycofał się |
| 3 listopada 1907     | Argentino de CA Argentino de Quilmes – Belgrano AC walkower dla Argentino de Quilmes klub Belgrano AC wycofał się |
| 10 listopada 1907    | San Isidro Buenos Aires – Belgrano AC 8:0 Lucio Burgos, R. S. Malbrán (4), J. Harding, J. O. Gil mecz rozegrany został na stadionie klubu Estudiantes |
| 11 listopada 1907    | Lomas Athletic Buenos Aires – Belgrano AC walkower dla Belgrano AC klub Lomas Athletic Buenos Aires wycofał się |

### Końcowa tabela sezonu 1907
| Poz | Klub                                 | Mecze | Zw | Rem | Por | Pkt | BrZd | BrStr |
| --- | ------------------------------------ | ----- | -- | --- | --- | --- | ---- | ----- |
| 1   | Alumni AC                            | 20    | 17 | 3   | 0   | 37  | 76   | 13    |
| 2   | CA Estudiantes                       | 20    | 13 | 5   | 2   | 31  | 51   | 25    |
| 3   | San Isidro Buenos Aires              | 20    | 11 | 3   | 6   | 25  | 51   | 31    |
| 4   | Quilmes Athletic Buenos Aires        | 20    | 11 | 2   | 7   | 24  | 44   | 31    |
| 5   | Belgrano AC                          | 20    | 10 | 3   | 7   | 23  | 26   | 26    |
| 6   | Porteño Buenos Aires                 | 20    | 8  | 6   | 6   | 22  | 42   | 41    |
| 7   | Reformer Campana                     | 20    | 8  | 1   | 11  | 17  | 36   | 53    |
| 8   | Argentino de CA Argentino de Quilmes | 20    | 6  | 4   | 10  | 16  | 23   | 50    |
| 9   | Lomas Athletic Buenos Aires          | 20    | 4  | 3   | 13  | 11  | 21   | 50    |
| 10  | San Martín Athletic Buenos Aires     | 20    | 4  | 2   | 14  | 10  | 24   | 70    |
| 11  | Barracas Athletic Buenos Aires       | 20    | 2  | 0   | 18  | 4   | 17   | 21    |